# Choapa
A Província de Choapa é uma província do Chile localizada na região de Coquimbo. Possui uma área de 10.131,6 km² e uma população de 81.681 habitantes (2002). Sua capital é a cidade de Illapel. 

## Comunas
A província está dividida em 4 comunas:  
- Illapel
- Salamanca
- Los Vilos
- Canela